# منشأة عبد الله لملوم
قرية منشأة عبد الله لملوم هي إحدى القرى التابعة لمركز العدوة بمحافظة المنيا في جمهورية مصر العربية. حسب إحصاءات سنة 2006، بلغ إجمالي السكان في منشأة عبد الله لملوم 4531 نسمة، منهم 2275 رجلا و2256 امرأة.